# Randy Poleon
Randy Poleon (sinh ngày 29 tháng 1 năm 1986) là một cầu thủ bóng đá người Saint Lucia thi đấu ở Saint Lucia Gold Division cho Northern United All Stars, ở vị trí Thủ môn.

## Sự nghiệp câu lạc bộ
Poleon khởi đầu sự nghiệp cùng với Northern United All Stars năm 2005 nhưng chuyển đến Orion năm sau đó. Poleon trở lại All Stars năm 2013.

## Sự nghiệp quốc tế
Poleon ra sân 15 lần cho Saint Lucia từ khi ra mắt năm 2006.